# Kryptokokkose

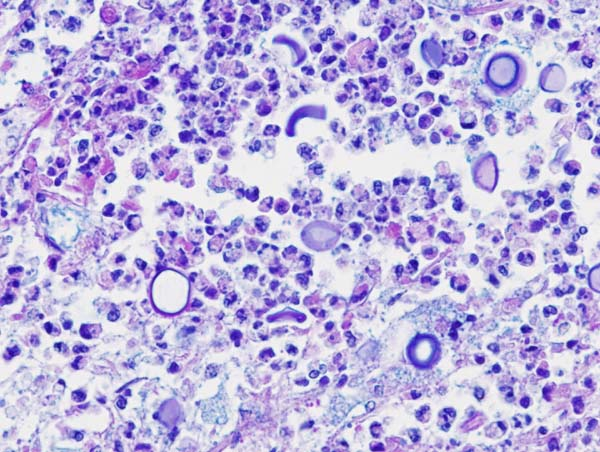
Kryptokokkose der Lunge

Die Kryptokokkose (auch Busse-Buschke-Krankheit nach den Erstbeschreibern) ist eine opportunistische Pilzinfektion. Sie wird in 95 % aller Fälle durch Cryptococcus neoformans verursacht. Die Infektion verläuft primär meist ohne Krankheitserscheinungen. Eine Erkrankung infolge einer akuten Infektion oder einer Aktivierung einer latenten Infektion kommt beim Menschen vor allem bei Immunschwäche vor, so bei AIDS oder nach Knochenmarktransplantation.

## Vorkommen
Kryptokokken werden durch Aerosole eingeatmet, vor allem über infizierte Bodenpartikel, verrottendes Holz oder getrocknete Vogelkotreste. Die häufigsten Infektionsquellen sind die häusliche Vogelhaltung und Taubenkot, bzw. von ihm ausgehende Stäube.
Eine zunehmende Bedeutung erfährt eine weitere Kryptokokkus-Art, Cryptococcus gattii, die bis vor kurzem als Varietät von C. neoformans galt. C. gatti kommt typischerweise in den Tropen und Subtropen vor und scheint eine ökologische Nische bei Eukalyptusbäumen zu besetzen. Ende des 20. Jahrhunderts kam es jedoch zu einer Ausbreitung des Erregers auf Menschen und Tiere im Nordwesten des amerikanischen Kontinents.C. gattii ist mit einer Mortalitätsrate von 25 Prozent gefährlicher als C. neoformans und tritt neuerdings in einer Variante auf, die noch virulenter ist und auch gesunde Menschen sowie domestizierte Tiere, wie Hunde, Katzen und Schafe, zu befallen vermag. Infektionen durch andere Cryptococcus-Arten sind eine Rarität.
Nach einer Schätzung von 2009 werden jährlich weltweit allein bei Personen mit einer HIV-Infektion rund eine Million Fälle von Kryptokokkenmeningoenzephalitis diagnostiziert, mehr als 600.000 Menschen sterben pro Jahr an der Erkrankung. Nachdem die Inzidenz von Kryptokokken-Infektionen in den 1980er Jahren durch die HIV-Pandemie stark anstieg, konnte sie durch die Einführung der Antiretroviralen HIV-Therapie wieder deutlich gesenkt werden.
Ein hohes Risiko besteht bei Patienten nach einer Knochenmark-Transplantation oder einer Organtransplantation, die eine gezielte Immuntherapie erhalten, insbesondere wenn sie monoklonale Antikörper erhalten, wie Alemtuzumab.

## Pathogenese
Die Aufnahme erfolgt durch Inhalation sporenhaltiger Stäube in der Lunge, dann werden über die Blutbahn (hämatogen) auch andere Organe mit Kryptokokken infiziert. Der Befall der Hirnhäute (Meningen) und eventuell des Hirnparenchyms (Kryptokokkenmeningitis bzw. -meningoenzephalitis) verursacht selten Granulome im Gehirn.
Cryptococcen wachsen in der Lunge durch Knospung und können der Immunabwehr durch hocheffiziente Virulenzfaktoren entgehen. Bei einigen Infizierten können die Hefen viele Jahre in Phagolysosomen im Zellinneren ruhen, bevor sie später bei einer Immunsuppression reaktiviert werden können.

## Krankheitszeichen
Cryptococcen können praktisch alle Organe infizieren, am häufigsten sind jedoch Lunge, Gehirn, Haut und Knochen betroffen.
Eine Lungenkryptokokkose äußert sich durch schleimproduzierenden Husten. Nur eine Minderheit der Beschwerden mit Lungenbefall zeigt Fieber.
Der Hautbefall bei Kryptokokkose kann typisch pilzartige Wachstumsmuster einer zentralen Rötung mit Randwall ergeben, kann jedoch auch vollkommen uncharakteristische Hautrötungen oder auch die Bildung kleiner tumorartiger Hauterscheinungen nach sich ziehen.
Bei einer Meningoenzephalitis durch Cryptococcen kann es zu Kopfschmerzen, Lethargie, Fieber, Meningismus, Sehstörungen, sensiblen Störungen und Hirnnerven-Lähmungen kommen. Symptome können langsam entstehen und schwach und unspezifisch ausfallen, oder sich rapide verschlechtern (vor allem bei schwerer Immunsuppression). Lakunäre Hirninfarkte sind in 13–26 % in Computertomographie oder Kernspintomographie nachweisbar und können für die Differenzialdiagnose einen wesentlichen Hinweis geben. Es wird vermutet, dass die Cryptococcen-Meningitis zu einer Vaskulitis der kleinen Gefäße (small-vessel vasculitis) führt, die zu Endothelstörungen und Ischämie führt.
Durch Hefeaggregate kann auch der Hirnwasser-Fluss (Liquorfluss) gestört sein und es können sich Hirndruckzeichen bilden. Diese können durch eine Liquorpunktion vorübergehend gebessert werden, weshalb diese manchmal wiederholt zur Entlastung eingesetzt wird.

## Diagnostik
Die Diagnose kann nur durch einen Nachweis in der Pilzkultur gesichert werden, allerdings braucht es im Mittel sieben Tage, bis die Kultur positiv wird. Serum- und Liquor-Tests auf Cryptococcen-Antigene sind wesentlich schneller und haben ebenfalls eine hohe Sensitivität.
Cryptococcus kann lichtmikroskopisch in einer Tuschefärbung nachgewiesen werden. Charakteristisch sind die sich nicht anfärbenden Polysaccharidkapseln. Für den ungeübten Untersucher können Leukozyten oder Lipidartefakte Cryptococcen vortäuschen. Der Nachweis ist aus Blut und Nervenwasser möglich. Der lichtmikroskopische Test kann bei einer niedrigen Erregerzahl falsch-negativ sein.
Der typische Nervenwasserbefund bei einer Cryptokokkenmeningitis zeigt erhöhte Proteinwerte sowie das Vorkommen von Lympho- und Monozyten. Bei einem isolierten Lungenbefall sind Blut- und Nervenwasser oft auch negativ für den Test auf das Pilzkapselantigen.

## Behandlung
Zur Therapie der Erkrankung stehen die Antimykotika Amphotericin B und Flucytosin sowie die Gruppe der Azole (Fluconazol, Voriconazol, Posaconazol, Itraconazol und andere) zur Verfügung. Dabei wird Amphotericin B aufgrund seines Wirkmechanismus als fungizid und Fluconazol als fungistatisch angesehen. Amphotericin B birgt die Gefahr der Nephrotoxizität. Dies kann durch die Gabe der deutlich teureren liposomalen Darreichungsform vermieden werden. Die Wahl des Medikaments, der Darreichungsform und die Dauer der Behandlung hängen vom Immunstatus des Patienten und der Ausbreitung der Erkrankung ab.
Die Leitlinien-basierte Therapie der Cryptococcen-Meningitis besteht prinzipiell aus drei Phasen, die jedoch an die Schwere der Krankheit und der Immunsuppression angepasst werden müssen:
Die Induktionstherapie erfolgt als Standard als Kombination aus intravenöser Gabe von liposomalem Amphotericin B und Flucytosin über zwei bis vier Wochen. Diese Doppeltherapie zeigt eine geringere Letalität als die Amphotericin-Monotherapie.
Die Konsolidierungstherapie erfolgt für acht Wochen mit Fluconazol.
Die Erhaltungstherapie wird mit niedriger dosiertem Fluconazol für bis zu einem Jahr durchgeführt, um ein Rezidiv zu verhindern.
Bei therapierefraktären Rückfällen kann eine Behandlung mit einem Antimykotikum in Kombination mit Interferon erwogen werden.
Bei Patienten mit Cryptokokkenmeningitis muss zur Vermeidung von bleibenden Hirn- und Nervenschädigungen oft der intrakranielle Druck durch Punktionen oder die Anlage eines Shunts gesenkt werden. Eine auf die Lunge beschränkte Erkrankung eines Immungesunden kann mit Fluconazol als Monotherapie für mehrere Monate behandelt werden.
Bei unbehandelten AIDS-Patienten, welche gleichzeitig ZNS-Befall durch eine Kryptokokkose aufweisen, kann durch eine Wiederherstellung des Immunsystems durch den Beginn einer antiretroviralen Therapie eine Verschlechterung neurologischer Beschwerden ausgelöst werden. Ob dies einen Grund darstellt, die antiretrovirale Therapie gegebenenfalls zu unterbrechen und zunächst nur die Kryptokokkose zu behandeln, ist umstritten.

## Heilungsaussicht
Eine Kryptokokkose durch C. neoformans ist für immunsupprimierte Menschen immer lebensbedrohlich: Unbehandelt verläuft sie meist tödlich und selbst bei einer adäquaten Behandlung beträgt das Risiko zu versterben für HIV-Patienten fast 20 %. Neurologische Defizite, welche durch die Meningitis ausgelöst werden, bilden sich häufig nicht mehr zurück. Rezidive sind bei dauerhaft Immungeschwächten sehr häufig und können auch bei Immunsystemgesunden auftreten. Vorhersagende Faktoren für einen komplizierten Verlauf sind hoher Hirndruck, hohe Erregervermehrung im Nervenwasser mit nur geringer Entzündungsreaktion. Die Erregervermehrung ist über die Erniedrigung der Zuckerspiegel im Nervenwasser oder hohe Antigentiter abschätzbar. Ebenso sind Patienten, bei denen der lichtmikroskopische Nachweis aus Blut oder Nervenwasser gelingt, als Patienten mit hohem Risiko anzusehen.

## Vorbeugung
HIV-Patienten mit fortgeschrittener Erkrankung sollten mit einem Azol in Tablettenform prophylaktisch behandelt werden solange sie T-Zell-Zahlen unter 200/µl aufweisen.

## Kryptokokkose der Katze
Bei Katzen befällt C. neoformans vor allem die oberen Atemwege und ruft anhaltenden Nasen- und Augenausfluss, Bildung von Granulationsgewebe in Nasen- und Nasennebenhöhlen, Einschmelzungen der Gesichtsschädelknochen und tumorartige Schwellungen im Gesicht hervor. Seltener ist der Befall der Haut, des Gehirns oder der Lunge. Zur Therapie werden bei Katzen Ketoconazol, Itraconazol oder Fluconazol eingesetzt, auch die Kombination von Flucytosin mit Amphotericin B oder Ketoconazol ist möglich.

## Forschungsgeschichte
Der Erreger Cryptococcus neoformans (früher Torulopsis neoformans, als Erreger der auch Torulose und europäische Blastomykose genannten Kryptokokkose) wurde unabhängig voneinander Ende des 19. Jahrhunderts entdeckt. Abraham Buschke und Otto Busse isolierten ihn aus einer Läsion am Schienbein. Der Italiener Francesco Sanfelice isolierte den Pilz aus Pfirsichsaft. 1905 wurde durch David Paul von Hansemann eine Hirnhautkryptokokkose erstmals beschrieben. Die US-amerikanischen Pathologen R.D. Baker und R.K. Haugen beschrieben in der zweiten Hälfte des zwanzigsten Jahrhunderts die Rolle der Lunge als Eintrittspforte und Primärherd.